# 海底大戦争 (ゲーム)
『海底大戦争』（かいていだいせんそう）は、日本のアイレムから発売され1993年4月に稼働開始されたアーケード用横スクロールシューティングゲーム。日本国外版のタイトルは『In the Hunt』。
自機である「グランビア」を操作し、悪の組織「D.A.S.」によって海面が上昇し壊滅的な被害を受けた地球を救出する事を目的としている。移動が強制スクロールではなく任意である点や移動範囲が水中のみである点などが特徴。開発は同社が行い、企画は『アイレム・エア・デュエル』（1990年）を手掛けた九条一馬が担当している。
1995年にPlayStationに移植されエクシング・エンタテイメントから発売された他、同年にセガサターンに移植されイマジニアから発売、1997年にはWindows 95に移植されゲームバンクから発売された。2019年にはNintendo SwitchおよびPlayStation 4のアーケードアーカイブス対応ソフトとしてハムスターから配信された。

## ゲーム内容

### システム
潜水艦を操作し、南極海域や海面上昇により水没した都市海域、海底、超古代文明の遺跡などを舞台に戦うシューティングゲームである。強制スクロールではなく自機の移動による任意スクロールで、移動範囲も水中に限られるなど、シューティングゲームとしては特殊なシステムをしている。
8方向レバー（移動）と2つのボタン（横方向の魚雷発射・上下方向のミサイルと爆雷発射）で自機潜水艦を操作する。残機制で、敵の攻撃を受けるとミスとなり、残機を全て失うとゲームオーバーとなる。トレジャーボールと呼ばれる玉を100個集めると残機が1つ増える。全6ステージ×1周。
スクロールは一部ステージを除いて強制ではなく任意で、また縦方向にスクロールすることもある。自機が潜水艦であるため水のない場所へは移動することができず、またステージによっては強力な水流に押し流されることもあるなど、その行動に制限が加えられることが多い。地形に接触してもミスにはならないが、強制スクロールステージで地形に挟まれるとミスになる。制限時間が設定されており、0になると一機失う。
各ステージ中では隠されたトレジャーボールや敵の撃破方法によって得点が変わるシークレット要素が存在する。
エンディングは、コンティニューをしたかどうかやプレイ人数によって4種類存在する。

### 武器
武器は、前方に発射される魚雷と、上方に向かって発射されるミサイル・機雷、上部攻撃に連動して投下される爆雷の三種類である。自機が水面に顔を出している時は、機雷のかわりに上空に各種攻撃を行う。
特定の敵を破壊するとアイテムが出現する。それを取ることにより、3種類の魚雷と2種類の爆雷から各1種類ずつを選択できる。アイテムは一定時間経つと自動的に種類が変化する。アイテムを取り続けることによって武器は強化されていき、装備しているものと別種類のアイテムを取っても武器の強化は一段階進む。ミスになると初期の状態に戻される。
魚雷
通常魚雷（赤）
前方に魚雷を発射する。通常装備で連射が可能。パワーアップにより威力と速度が上がるが、一点集中型のため、攻撃範囲は狭い。
クラッカー（散弾魚雷）（緑）
敵や障害物に接触するか、前方に一定距離を進むと、爆発して子爆弾が扇状に飛び散り、弾幕を張る。威力が高く発射間隔も短いが、魚雷自体の射程は画面半分ほどと短い。パワーアップにより威力と範囲が上がる。
超音波魚雷（青）
魚雷の軌跡を中心軸に、螺旋状の超音波の振動波を発生させる。振動波付近の敵を巻き込むなど、攻撃範囲は広く振動波にかすらせることで持続的にダメージを与えることができるが、発射間隔が長く連射できない。パワーアップで攻撃範囲が広がる。
ミサイル・対空攻撃、爆雷
ミスした直後など未パワーアップ状態では、下方に爆雷、上方には小型ミサイル（水中）を或いは垂直方向への対空機銃（水面）を2連射可能。上方を攻撃する武器はアイテムによって変化し、爆雷はアイテムによって変化しないが、機雷のパワーアップに合わせて投下できる爆雷の数が増加する。これらはステージの水流の状況によってはその方向に流される。
A
水面下にいる場合は、上方に浮上して海上に設置されるフロートマイン(浮遊機雷)を発射する。浮遊機雷は水中で連射が効くため破壊力が高い。水面にいる場合は一定角度に動かせる高射砲を数発連射する。発射された弾は一定距離を進むと自動的に一定時間爆発し続け、持続的にダメージを与える。パワーアップで一度に発射できる数が増える。
M
上方に強力なミサイルを一斉発射する。水面下にいる場合は発射後にミサイル全てが水平に間隔を広げつつ、広がり切った後に水面まで一気に垂直方向へ加速する広範囲攻撃。水上にいる場合は空中の敵を追尾するミサイルになるが、水面下で撃つミサイルより遅い。パワーアップで一度に発射されるミサイルが増え、攻撃範囲が広がる。なお、ミサイルの判定が消えるまで次のミサイルを発射できず、連射速度が低い。

## 設定

### ストーリー
復活した悪の組織“D.A.S.（デストロイ・アンド・サツジン）”の新型局地専用磁力兵器ユグスキューレの攻撃によって地球規模の地殻変動が生じ海面が上昇、これにより各国沿岸部の都市が壊滅的な被害を受け、緊急要請に応じた国際海洋警備隊が南極で試験運用中であった電磁推進式の新型潜水艇ハイドロ・フォビア・グランパス、略称「グランビア」の出動命令を下す、というストーリーである。
『アイレム・エア・デュエル』、『アンダーカバーコップス』（1992年）、本作、『ジオストーム』（1994年）の四作で世界観を共有しておりD.A.S.と戦う共通設定から「D.A.S.シリーズ」と呼ばれる事もある。P1側搭乗員は高原麗（たかはら・れい）、P2側搭乗員は麗の夫である高原仁（たかはら・じん）。仁は『アンダーカバーコップス』の主人公の一人であるザン・タカハラ（高原斬）の実兄である。

### ステージ構成
本作のステージを記述する。海外版では面構成が1-4-2-5-3-6となる（リザルトでのボスマーク刻印順と一致）。
| STAGE | ステージ名          | ボス名                                                            |
| ----- | ------------------- | ----------------------------------------------------------------- |
| 1     | 南極                | ケーブマン級潜水攻撃艇「アーゴック」                              |
| 2     | 復興の都市          | 自動工作機械マスターデバイス「マンリキ」                          |
| 3     | 地球鎮守府          | 防人 サブヒューマン「荘厳」                                       |
| 4     | 亡霊都市            | SICBMコントロールユニット「トランペットリリーズ ガニア&ヴォーグ」 |
| 5     | 超深海2,000m        | 岩石宮の主 邪悪の3条「J3 (ジェイ・キューブ)」                     |
| 6     | VS 人類掃討システム | 人類掃討システム「ユグスキューレ」                                |

## 移植版
| No. | タイトル                   | 発売日                                | 対応機種                      | 開発元     | 発売元                                        | メディア                              | 型式                          | 備考                                                     | 出典              |
| --- | -------------------------- | ------------------------------------- | ----------------------------- | ---------- | --------------------------------------------- | ------------------------------------- | ----------------------------- | -------------------------------------------------------- | ----------------- |
| 1   | 海底大戦争 In the Hunt     | 1995年11月10日 1996年                 | PlayStation                   | 辻事務所   | エクシング・エンタテイメント Kokopeli Digital | CD-ROM                                | SLPS-00086 SLUS-00172         |                                                          |                   |
| 2   | 海底大戦争 In the Hunt     | 1995年12月15日 1996年6月4日 1996年6月 | セガサターン                  | シムス     | イマジニア Kokopeli Digital                   | CD-ROM                                | T-15006G T-10001H T-10001H-50 |                                                          |                   |
| 3   | 海底大戦争 In the Hunt     | 1997年3月27日 1997年                  | Windows 95                    | 辻事務所   | ゲームバンク Kokopeli Digital                 | CD-ROM                                | -                             |                                                          | [ 3 ]             |
| 4   | 海底大戦争 INT In the Hunt | INT 2019年11月21日                    | Nintendo Switch PlayStation 4 | ハムスター | ハムスター                                    | ダウンロード (アーケードアーカイブス) | -                             | 日本国外版収録。 15,20,30連射設定可。 ステレオ効果実装。 | [ 4 ] [ 5 ] [ 6 ] |

## 開発
ナスカへ移籍した濱田慎一がファミ通に語ったところによると、当初の自機デザインはより未来的になる予定だったが、開発が難航していたとされる。その後メインデザイナーがAKIOに交代し、1年ほどして完成した。

## スタッフ
アーケード版
- デザイナー：AKIO[1]、SUSUMU、TOMOHITO、KEN・KUI、KOZO、TAKESHI
- プログラマー：NOBU、WANDERER
- サウンド・クリエイター：AI AI
- パブリシティー・スタッフ：迫水新一郎
- 企画：TOBI_NAG（九条一馬）

PlayStation版
- プロデューサー：きむらよしお
- プログラマー：なかたつひろ、瀬川佳久
- サウンド：常盤太郎
- アシスタント：あおいあきら

セガサターン版
- プログラム：さわむらよしき、片岡猛
- サウンド：瀬上純、伊藤雅宏
- スペシャル・サンクス：のむらやすひろ、八木宏之、松田隆、大須賀篤、志田尚子、セガ関西、きたひろや（アイレム）
- スーパーバイザー：飯田祥一
- アドバタイジング・ディレクター：桜井甲一郎、浦本昌宏
- マーケティング・ディレクター：田代成治、飯田就平、樫村英之
- ディレクター：本間一郎
- エグゼクティブ・プロデューサー：神藏孝之

## 評価
| 項目 | キャラクタ | 音楽 | お買得度 | 操作性 | 熱中度 | オリジナリティ | 総合 |
| PS版 | 3.4        | 3.6  | 3.4      | 3.2    | 3.6    | 3.3            | 20.4 |
| SS版 | 3.4        | 3.6  | 3.5      | 3.5    | 3.7    | 3.6            | 21.3 |

アーケード版の評価として、ゲーム誌『ゲーメスト』の「スーパークロスレビュー」では、5・4・7・8・4の合計28点（満50点）となった。評論家からはグラフィック面に関して称賛する意見が多数挙げられ、石井ぜんじは「とにかく、グラフィックがものすごい」として7点を与え、KALは後半面のグラフィックがすばらしいとコメントしたが、開発者Oは「メーカー名を隠されてもアイレムと分かる渋いグラフィック」と述べた上で好き嫌いが分かれるグラフィックであるとした。またゲームシステムに関しては否定的な意見が多く挙げられ、開発者Oならびに開発者Sはゲーム進行やテンポの遅さを指摘、KALは「爽快感が感じられない」と述べた他にボス戦が長く「緊張感のない戦闘が続く」と酷評したが、一方でずるずるはオーソドックスなシューティングゲームではなく「面白さのツボと破壊する快感をしっかり心得ている」として8点を与えた。
移植版の評価として、ゲーム誌『ファミ通』の「クロスレビュー」ではPlayStation版が8・8・7・4の合計27点（満40点）、セガサターン版が7・7・5・7の合計26点（満40点）とどちらもやや高評価となった。
徳間書店のゲーム誌における読者投票による「ゲーム通信簿」での評価は右記の通り、PlayStation版は『PlayStation Magazine』において合計20.4点（満30点）、セガサターン版は『SATURN FAN』において合計21.3点（満30点）とどちらもやや高評価となった。